# سوفی شواردنادزه
 سوفی شواردنادزه (گرجی: სოფო შევარდნაძე) (در هنگام تولدSophiko Shevardnadze, September 23, 1978) خبرنگار آرتی است. او نوهٔ ادوارد شواردنادزه است گفته می‌شود در نوجوانی با او در برخی جلسات عالی رتبه بین شوروی‌ها و آمریکایی‌ها شرکت کرده است. او در گرجستان شوروی، اتحاد شوروی متولد شد ولی در ۱۰ سالگی به فرانسه و سپس به آمریکا مهاجرت کرد.
او با مدرکی در سینما از دانشگاه بوستون فارغ التحصیل شد و در مقطع فوق لیسانس خبرنگاری تلویزیونی در دانشگاه نیویورک تحصیل کرد. پس از فارغ التحصیلی، به عنوان تهیه‌کننده به‌ای بی سی-تی وی پیوست، و سپس به گرجستان رفت. پس از تأسیس آرتی او به مسکو رفت و مجری این شبکه شد.
او دارای دیپلم از کنسرواتوار بین‌المللی پیانوی پاریس است. او به گرجی، روسی، انگلیسی، فرانسوی و ایتالیایی مسلط است. او از رقاصان نسخه روسی "Dancing with the Stars ۲۰۱۰" بود.